# London on da Track
London Tyler Holmes (Memphis, Tennessee; 27 de marzo de 1991), más conocido como London on da Track, es un swagger, productor discográfico, compositor y ex rapero estadounidense. Es colaborador frecuente del rapero Young Thug y también ha trabajado con Birdman, Lil Wayne, Lil Baby, Gunna, Summer Walker, Rich Homie Quan, Gucci Mane, Drake, Post Malone, TI, 21 Savage, Travis Porter, Rich Kidz , 50 Cent y Ariana Grande. También ha trabajado con 2 Chainz, produciendo y escribiendo para la sección de canciones en el álbum de colaboración Lil Wayne 2016, ColleGrove.

## Carrera
London comenzó a rapear a los dieciséis años con el grupo Dem Guyz. El grupo solía descargar ritmos en SoundClick por 99 centavos, aunque la mayoría de los ritmos cuestan $100 por derechos exclusivos. Como una forma de ahorrar dinero, London aprovechó su experiencia tocando arreglos de piano en la iglesia y comenzó a hacer ritmos para los raperos. Con la ayuda del software en línea pudo refinar su oficio. Obtuvo la aclamación local cuando comenzó a producir ritmos para Rich Kidz. Poco después, otras personas comenzó a preguntar por sus composiciones. Al principio de su carrera, London regalaría sus ritmos de forma gratuita como un medio para establecer conexiones y obtener más publicidad. La primera canción que produjo que recibió reproducción en la radio fue "Pieon" de Rich Kidz. El éxito de Pieon motivó a London a seguir produciendo. En 2011, grabó su primera de muchas colaboraciones con Young Thug, "Curtains". London continuó regalando sus ritmos de forma gratuita antes de firmar su primer contrato con Cash Money Records.
En agosto de 2014, el rapero estadounidense y director ejecutivo (CEO) de Cash Money Records, Bryan "Birdman" Williams, calificó a London como "el mejor productor en el negocio, tal como hablamos hoy". El colaborador frecuente de London, el rapero con base en Atlanta Young Thug, ha declarado que London es su productor favorito para trabajar y será reconocido como "el mejor productor de la historia". Complex lo incluyó en su lista de 2013 de "25 nuevos productores a tener en cuenta".  En agosto de 2014, tres singles, producidos por London on da Track, se registraron en el Billboard Hot 100 al mismo tiempo, con "Lifestyle" en la posición 16°, "About the Money" en 42° y "Hookah" en 85°.  

## Vida personal
En noviembre de 2020, se hizo público que iba a tener una hija con Summer Walker. Su hija, Bubbles, nació en marzo de 2021. Además, tiene una hija y dos hijos de una relación anterior.

## Discografía

### Mixtapes
- The DefAnition (con Dae Dae ) (2016)[8]

### Singles

#### Como artista principal
| Canción                                                        | Año  |
| -------------------------------------------------------------- | ---- |
| "No Flag" (ft 21 Savage, Offset y Nicki Minaj)                 | 2017 |
| "Whatever You On" (ft YG, Jeremih, Ty Dolla $ign y Young Thug) | 2017 |
| "Up Now" (con Saweetie featuring G-Eazy y Rich the Kid)        | 2018 |
| "Throw Fits" (con G-Eazy featuring City Girls y Juvenile)      | 2019 |

#### Como artista destacado
| Canción                                                            | Año  | Álbum      |
| ------------------------------------------------------------------ | ---- | ---------- |
| "Cocky" (A$AP Rocky, Gucci Mane y 21 Savage ft London On Da Track) | 2018 | Uncle Drew |
| "Fuckyounoah" (Noah Cyrus ft London on da Track)                   | 2019 |            |

## Producciones musicales

### Singles producidos
| "Hookah" (Tyga featuring Young Thug)                             | 2014 | 85  | 25 | 19 |                             |
| "About the Money" (T.I. featuring Young Thug)                    | 2014 | 42  | 12 | 10 | Paperwork                   |
| "Lifestyle" (Rich Gang featuring Young Thug and Rich Homie Quan) | 2014 | 16  | 4  | 4  |                             |
| "Take Kare" (Rich Gang featuring Young Thug y Lil Wayne)         | 2014 | —   | —  | —  |                             |
| "Sho Me Love" (Rich Gang featuring Juvenile)                     | 2014 | —   | —  | —  |                             |
| "Check" (Young Thug)                                             | 2015 | 100 | 30 | —  | Barter 6                    |
| "Sneakin'" (Drake featuring 21 Savage)                           | 2016 | 28  | 8  | 7  |                             |
| "Roll in Peace" (Kodak Black featuring XXXTentacion)             | 2017 | 31  | 16 | 14 | Project Baby 2              |
| "92 Explorer" (Post Malone)                                      | 2018 | 40  | 26 | 19 | Beerbongs &amp; Bentleys    |
| "No Stylist" (French Montana featuring Drake)                    | 2018 | 47  | 22 | 20 | No Stylist - EP and Montana |
| "—" denota una grabación que no se lanzó en ese territorio.      |      |     |    |    |                             |